# Stenoschmidtia brunneri
Stenoschmidtia brunneri är en insektsart som först beskrevs av Burr 1899.  Stenoschmidtia brunneri ingår i släktet Stenoschmidtia och familjen Euschmidtiidae. Inga underarter finns listade i Catalogue of Life.